# Ясна Поляна (Калузька область)
Ясна Поляна (рос. Ясная Поляна) — присілок в Кіровському районі Калузької області Російської Федерації.
Населення становить 6 осіб. Входить до складу муніципального утворення Присілок Тягаєво.

## Історія
Від 2004 року входить до складу муніципального утворення Присілок Тягаєво.

## Населення
| 2002 | 2010 |
| ---- | ---- |
| 7    | ↘6   |